# Trest smrti

Trest smrti ve světě (2009):
zrušen pro všechny delikty
zrušen pro zločiny nespáchané za speciálních okolností (válečný stav)
existuje, ale dlouhodobě není praktikován
uplatňován za některé trestné činy

Trest smrti neboli nejvyšší trest, či také absolutní trest, je trest, který předpokládá usmrcení (neboli popravu) člověka odsouzeného za trestný čin, za který je dle platného trestního práva možné tento trest uložit (v dřívějších dobách byly takovéto trestné činy nazývány hrdelními zločiny).
Vzhledem ke své definitivnosti (nemožnosti jakékoli nápravy po jeho vykonání) se jedná o trest velmi kontroverzní. Jeho zastánci uvádějí, že se jedná o jediný spravedlivý trest za vraždu a jiné závažné zločiny, znemožňuje recidivu a má významné odstrašující (preventivní) účinky. Odpůrci upozorňují, kromě morálních argumentů souvisejících s právem každého na život, především na nebezpečí justičního omylu, který je v tomto případě nenapravitelný, zneužití trestu smrti k justiční vraždě, zpochybňují odstrašující účinek trestu smrti a tvrdí, že poprava je dražší než doživotní vězení. V průběhu 19. a 20. století byl trest smrti postupně zrušen ve většině evropských a jihoamerických států. Mezi zeměmi, které ho i nadále praktikují, jsou mj. některé ze států ve Spojených státech amerických, většina asijských zemí včetně Japonska, Indie a Čínské lidové republiky. Z evropských zemí praktikuje trest smrti pouze Bělorusko.

## Historie

### Dějiny trestu smrti ve světě
Trest smrti byl nejvyšším trestem po tisíciletí, užívaný po celém světě, podložený i dobovými kodexy práva (např. Starý zákon, římské právo, apod.). Ne vždy byl používán způsobem a za okolností, které bychom dnes mohli označit za eticky pochopitelné, jako např. ukřižování několika tisíc lidí po porážce Spartakova povstání.
Ačkoliv byl trest smrti v dějinách krátkodobě rušen, a pak znovu zaváděn, v širším měřítku se myšlenka úplně zrušit trest smrti začala prosazovat až koncem 18. století. Přispěli k tomu filozof Voltaire, právní reformátor Jeremy Bentham a zejména právník Cesare Beccaria, který v roce 1764 publikoval na svou dobu převratné dílo Dei Delitti e Delle Pene (O zločinech a trestech).
Prvním státem, který zrušil trest smrti, se stalo Toskánsko v roce 1786 za panování pozdějšího habsburského císaře Leopolda II. V habsburské monarchii byl trest smrti krátkodobě de facto zrušen za panování Josefa II. Další ohlasy se objevily až o 50 let později na americkém kontinentu, roku 1846 zrušil trest smrti americký stát Michigan, roku 1853 Venezuela, v Evropě roku 1867 Portugalsko. Trest smrti byl zrušen i v sovětském Rusku, bylo to ale pouze po krátké období od října 1917 do září 1918.
Rada Evropy stanovila zrušení trestu smrti jakožto podmínku pro přistoupení. Od roku 1997 tak v žádném ze 46 členských států organizace nedošlo k jediné popravě.

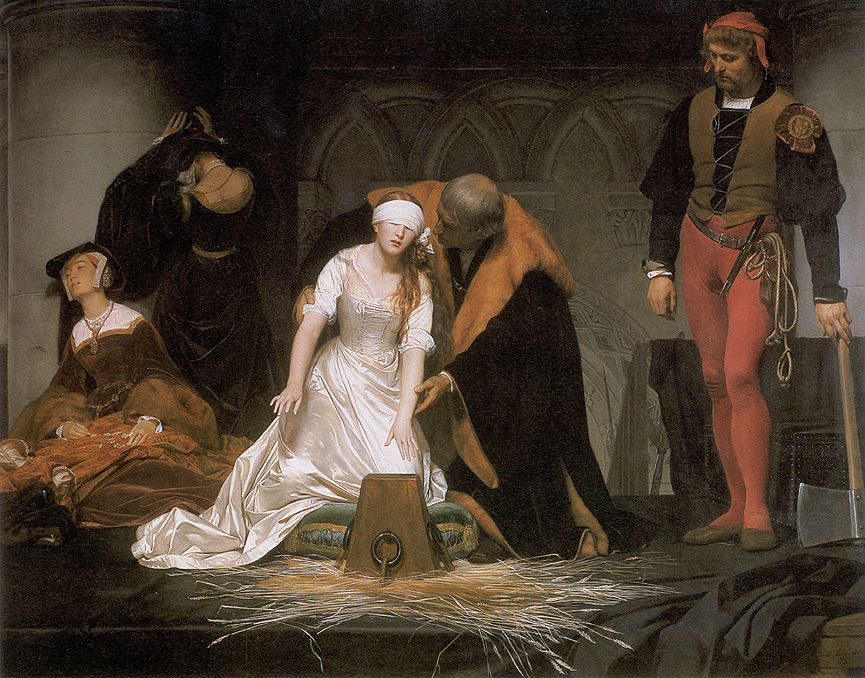
Poprava Lady Jane Grey, obraz Paula Delaroche
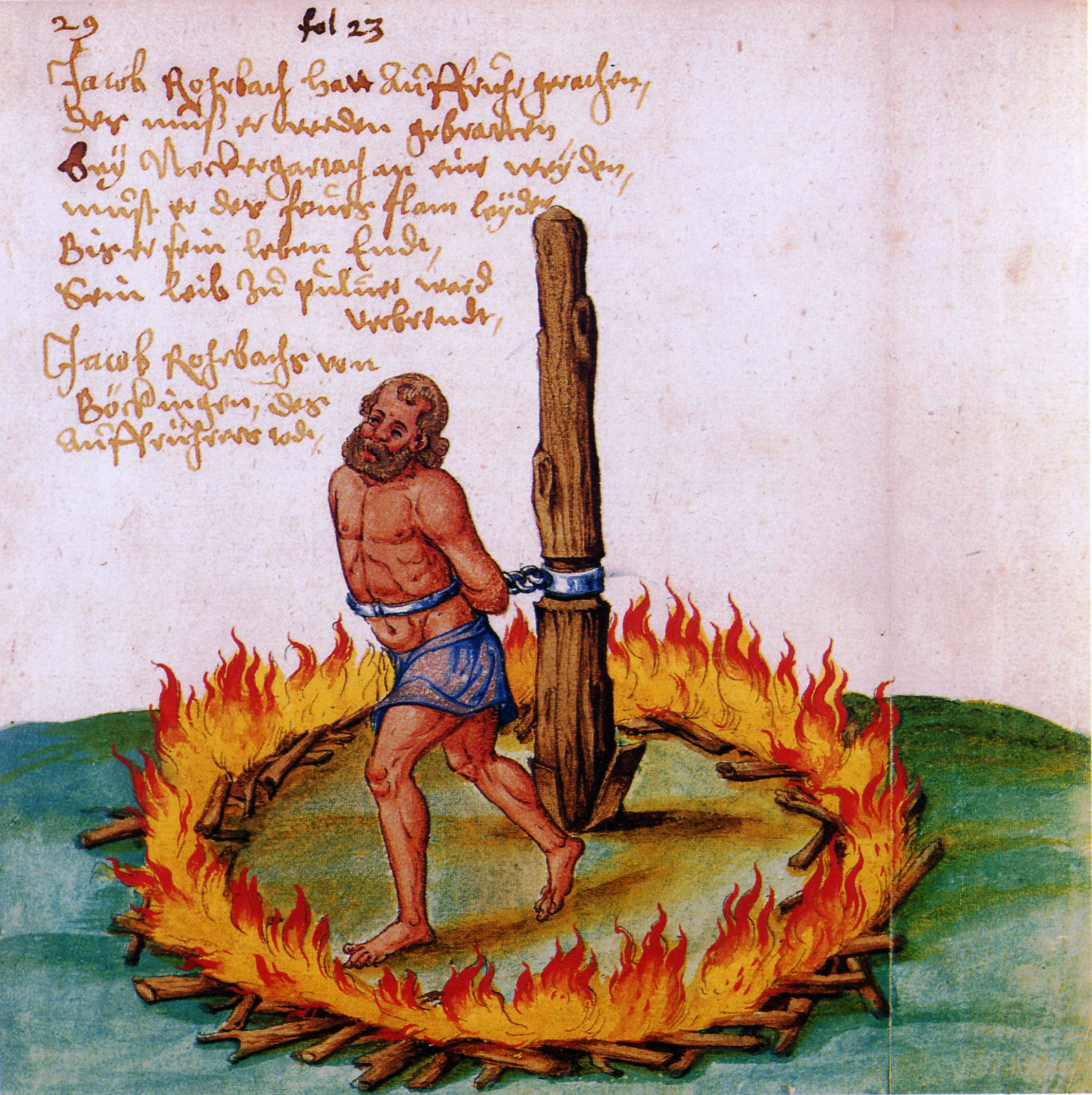
Upálení Jakoba Rohrbacha, vůdce rolníků během německých selských válek
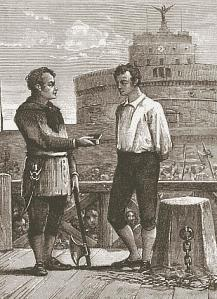
Giovanni Battista Bugatti, který působil jako kat v Itálii, si s vězni často povídal, aby je uklidnil
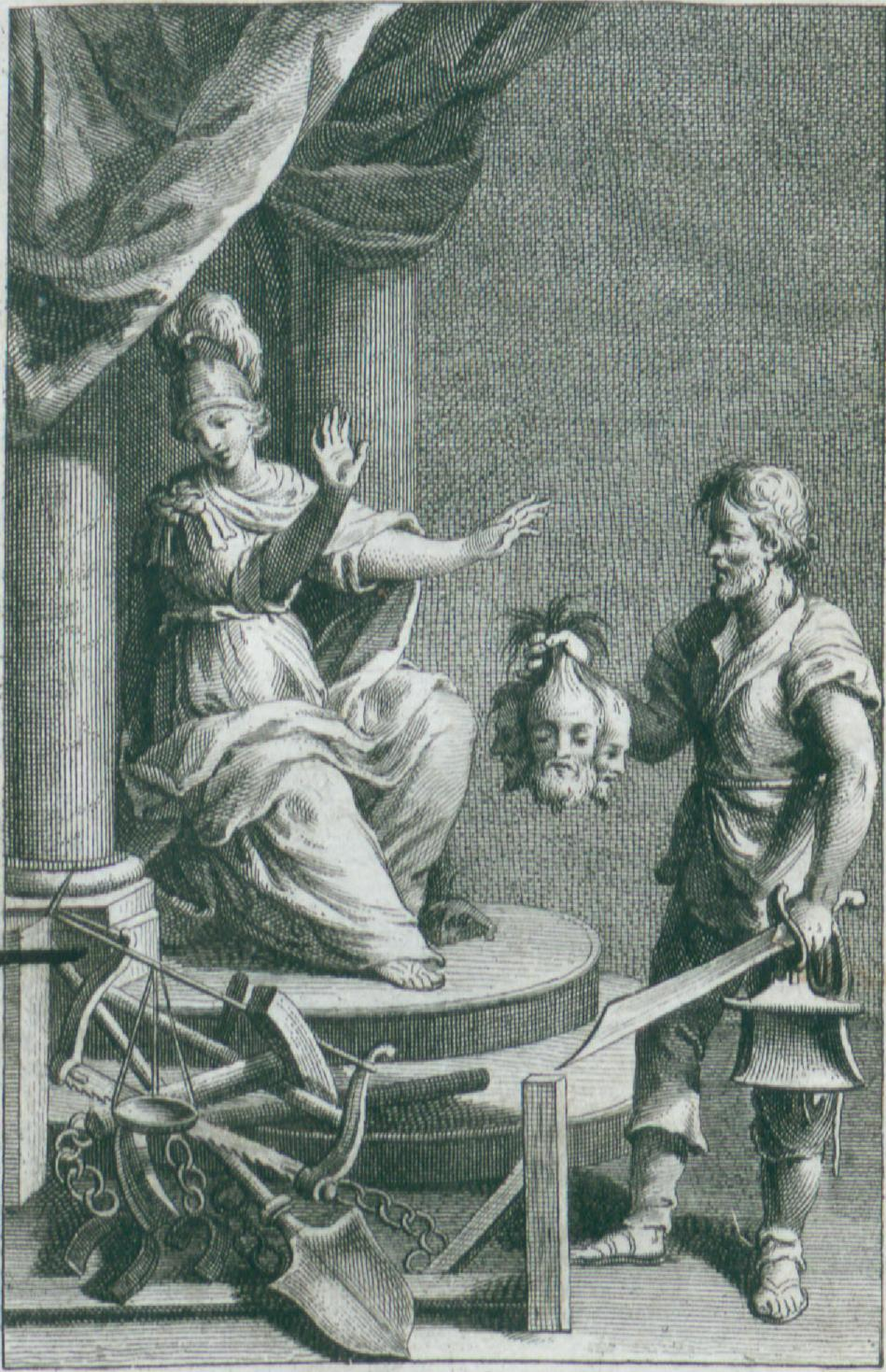
Cesare Beccaria, Dei delitti e delle pene
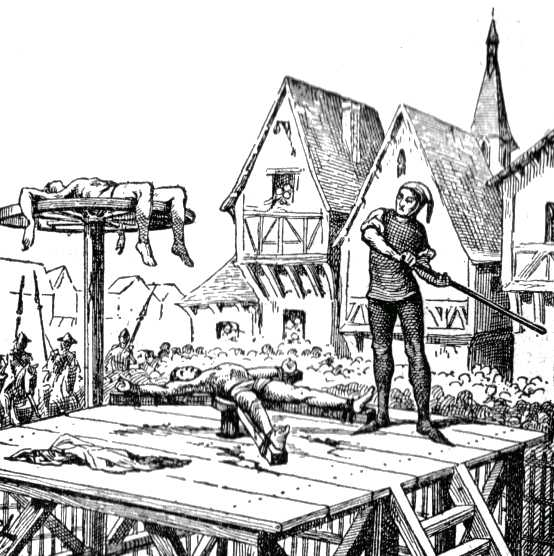
Středověké lámání kolem se používalo až do 19. století
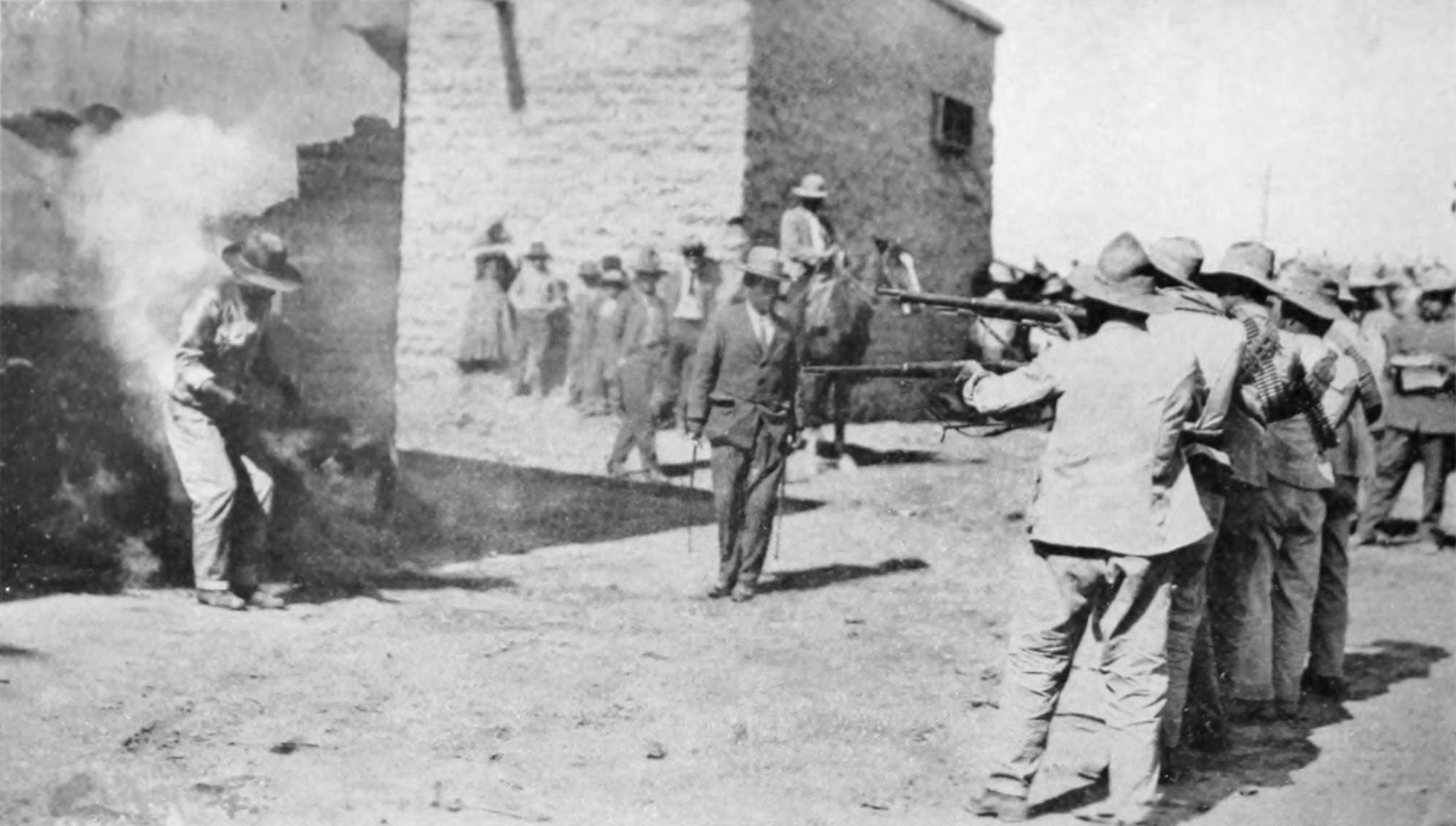
Poprava střelbou popravčí četou v Mexiku, 1916
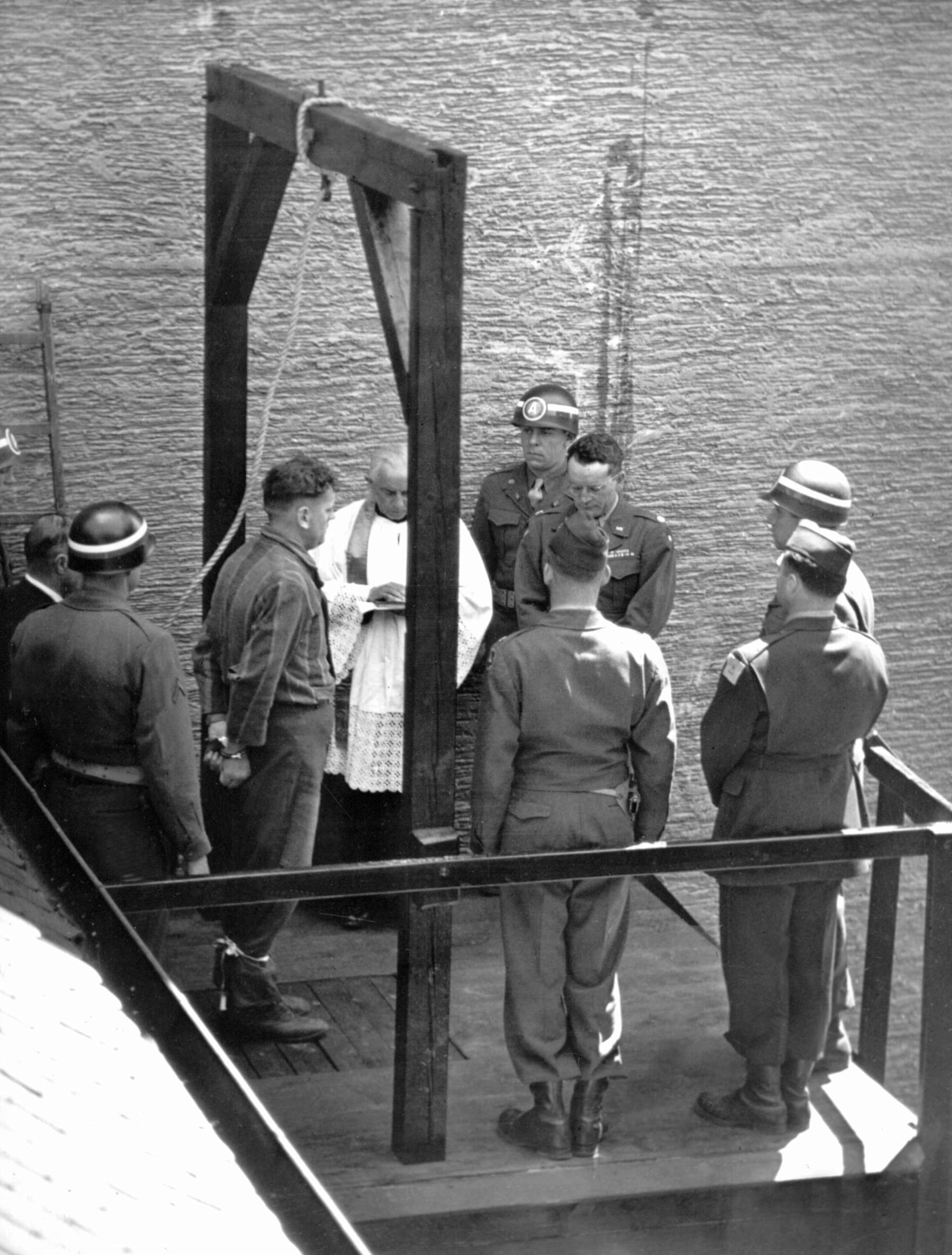
Poprava válečného zločince v roce 1946

### Dějiny trestu smrti v Česku

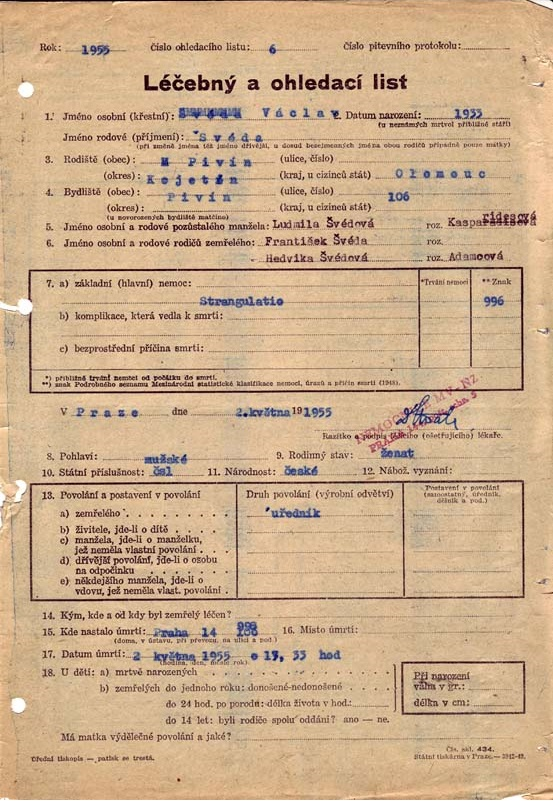
Strangulace uvedena v záznamech o popraveném Václavu Švédovi

Trest smrti byl v Česku zrušen v rámci josefinských reforem v roce 1787, nicméně již v roce 1795 byl pro vybrané trestné činy obnoven. V Československu bylo po roce 1918 převzato trestní právo z Rakouska-Uherska, kde byl trest smrti zachován a uplatňován za poměrně malý počet trestných činů. Po roce 1920 (Zatímní návrh obecné části trestního zákona) bylo trest smrti možné uložit pouze při stanném právu nebo u doživotně odsouzeného, který opětovně spáchal trestný čin, pro nějž byl odsouzen. V letech 1918 až 1933 bylo popraveno devět lidí (Tomáš Garrigue Masaryk udělil naprosté většině odsouzenců milost). Po roce 1934 (vydání zákona č. 91/1934 Sb.) byl trest smrti zachován, využívaly se ale spíše jiné tresty: těžší tresty žaláře a doživotí.
Během let 1939 až 1945 byl trest smrti často využíván (jen na pankrácké gilotině přes 1000 popravených). Během let 1946 až 1949 byl trest smrti udělován hojně, především podle tzv. retribučních dekretů.
Ve 40. a 50. letech zneužila komunistická diktatura trestu smrti k celé řadě justičních vražd, známé jsou například případy Milady Horákové a Rudolfa Slánského.
Od roku 1949 bylo provedení popravy omezeno jen na oběšení (při výjimečném stavu zákon připouštěl zastřelení, tato možnost ale v praxi nebyla nikdy použita).
Až do padesátých let byla poprava oběšením vykonávána na tzv. popravčím prkně poměrně bolestivou metodou zděděnou ještě z dob Rakouska-Uherska. Odsouzenec byl přiveden k vysokému prknu, na krk mu byla nasazena oprátka a v podpaží byl připoután řemenem, pomocí kterého ho kat vytáhl vzhůru. Poté řemen uvolnil a odsouzenec zůstal viset pouze na oprátce a pomalu se uškrtil. Někdy pomocníci kata pomocí druhého provazu tahali za odsouzencovy nohy, aby urychlili strangulaci.
Od roku 1955 byla v Československu používána o něco humánnější tzv. metoda short drop (krátkého pádu), při které byla oprátka umístěna na hák visící ve zdi, pod nímž bylo umístěno propadlo. Katovi pomocníci vložili odsouzenci oprátku na krk a kat propadlo uvolnil. Propadliště bylo asi osmdesát centimetrů hluboké. Při této metodě mohlo dojít k okamžité smrti zlomením vazu, ale i k několikaminutovému škrcení. Metoda long drop, obvyklá v západních zemích, která zaručovala okamžitou smrt (propadliště je při této metodě 2–3 metry hluboké), se na českém území nikdy nepoužívala. Popravčí byli vybírání z vězeňských dozorců, jejich jména jsou tajná.
Trest smrti podle zákona nemohl být uložen těhotné ženě a člověku, kterému v době spáchání zločinu nebylo 18 let. Trest smrti byl ukládán v případě, že již nebyla naděje, že by uvěznění do 15 let přineslo nápravu. Trest smrti byl také ukládán v případě, že bylo potřeba ochránit společnost. Poprava mohla proběhnout jen po prošetření případu Nejvyšším soudem ČSSR, po jeho schválení rozsudku a po zamítnutí všech žádostí o milost. U popravy musel být přítomen předseda trestního senátu, prokurátor, ředitel věznice a lékař.
V roce 1978 podepsalo 350 lidí petici (jež byla součástí Charty 77) žádající zrušení trestu smrti s názvem Trest smrti je jedna z nejtemnějších skvrn na tváři našeho věku. Petice byla zaslána Federálnímu shromáždění a byla podepsána mnohými známými osobnostmi (např. Václav Havel, Karel Kyncl, Jaroslav Seifert a další).
Po roce 1990 (zákon č. 175/1990 Sb.) byl trest smrti zrušen. V roce 1991 byl také výslovně zakázán ústavně, v čl. 6 Listiny základních práv a svobod. Poslední poprava na území Česka byla vykonána 2. února 1989 a na území Slovenska 8. června 1989. Za dobu trvání Československa (bez období německé okupace) bylo k trestu smrti odsouzeno 1 217 lidí (z toho 61 % za retribuční trestné činy, 21 % za politické trestné činy a 18 % za kriminální trestné činy). Kromě ústavněprávního zákazu se Česká republika zavázala k nepoužívání trestu smrti ratifikací Protokolu č. 6 k Úmluvě o ochraně lidských práv a základních svobod Rady Evropy v roce 1992.

## Současný stav

Nezákonný styk osob stejného pohlaví:
Trest smrti za homosexualitu
Trest smrti v legislativě, ale neuplatňován

Někteří sociologové poukazují na souvislost mezi pojetím obecného významu trestu a aplikací trestu smrti. Zatímco evropská tradice vnímá trest jako výchovný prostředek směřující k napravení odsouzeného, americké pojetí práva dává trestu význam odplaty. Z tohoto důvodu je v USA v současnosti velmi nepravděpodobné zrušení tohoto druhu trestu.
Podle statistik mezinárodní organizace Amnesty International bylo v roce 2006 88 zemí, které nemají trest smrti ve svých trestních řádech a popravy nevykonávají, 11 zemí, které mají trest smrti jen ve výjimečných stavech, 29 zemí, které trest smrti v trestním řádu mají, ale za posledních 10 let neprovedly žádnou popravu, a 69 zemí, které trest smrti využívají. Velká část států, jejichž trestní řád obsahuje trest smrti, uděluje tento trest pouze za vraždy. Podle AI bylo v roce 2005 ve 22 zemích popraveno 2 148 lidí, z toho naprostou většinu popravili popravčí v Číně, Íránu, Saúdské Arábii a Spojených státech. Jedná se o pětinový pokles počtu poprav vzhledem k roku 2004 (nicméně ne všechny statistiky států jsou kompletní, v Číně je pravděpodobně popravováno mnohem více lidí). V mnohých zemích bývá trest smrti zneužíván totalitní mocí (např. Čína [zdroj?]). V roce 2005 trest smrti ze svého právního systému vyškrtly dvě země, Mexiko a Libérie, v roce 2006 Filipíny.
V USA je používání trestu smrti různé stát od státu, v praxi se vykonává pouze za vraždu. Trest smrti je zcela zrušen v devatenácti státech. Na krátkou dobu byl federálně zrušen v letech 1972–1976 (na základě rozsudku Nejvyššího soudu Furman v. Georgie), v roce 1976 byl ale obnoven rozsudkem Gregg v. Georgie, zároveň byly zpřísněny podmínky pro jeho vykonávání. Výrazně nejvíce trestů smrti je vykonáváno ve státě Texas. 23. srpna 2007 v něm byl popraven 400. člověk. Celkově bylo v historii USA popraveno 15 269 lidí do roku 2002.
V Saúdské Arábii probíhají popravy i na veřejnosti, na náměstích, nejčastěji stětím hlavy, stejně tak jako na území pod kontrolou teroristů z organizace Islámský stát. Průměrně každé dva dny je popraven v Saúdské Arábii jeden člověk, což Saúdskou Arábii řadí mezi země s největším množstvím poprav. Ukamenování se dodnes používá např. v Saúdské Arábii, Súdánu a Somálsku. Právní systém v těchto zemích je založen na islámském právu šaría. V těchto muslimských zemích jsou popravy často prováděny veřejně pro obveselení místního publika.
Podle průzkumu veřejného mínění z května 2013 se 62 % občanů ČR vyslovilo pro existenci trestu smrti. Časem však podpora trestu smrti českou veřejností klesá, v roce 2019 trest smrti podporovalo 50 % respondentů, rozhodnou podporu vyjádřilo 19 % respondentů.

## Spory

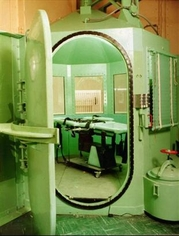
Moderní plynová komora používaná v současnosti k výkonu trestu smrti v některých státech USA

Trest smrti vyvolával již od počátků humanismu polemiky.

### Pro
Obvyklé argumenty zastánců trestu smrti:
- jedná se o odstrašení potenciálních pachatelů
- trest smrti zabrání opakování zločinu, recidivě (popravený zločinec byl zaručeně zneškodněn)
- trest smrti může podle některých eugeniků snížit kriminalitu v důsledku redukce genů vedoucích ke kriminálnímu chování
- jedná se o ekvivalentní odplatu (smrt za smrt)
- není možné ignorovat veřejné mínění, které bývá většinou nakloněno trestu smrti[13]
- věznění zločinců představuje mnohonásobně vyšší finanční náklady státu než poprava
- zmenší se počet vězňů – v současnosti jsou světové věznice přeplněné
- praktičnost trestu smrti; popravený nebezpečný vrah už nepředstavuje hrozbu pro společnost, zatímco nebezpečný vrah ve věznici může jistou hrozbu stále představovat, a to několika způsoby:
  - může po propuštění nebo útěku svůj čin opakovat
  - může být hrozbou i pro ostrahu věznice
  - může mít spojence, kteří ho budou chtít osvobodit napadením věznice nebo výměnou za rukojmí, která zajmou

### Proti
Obvyklé argumenty odpůrců trestu smrti:
- trest smrti je nemorální (stát se tím dopouští podobného deliktu jako odsouzený)
- hrozba justičního omylu (trest smrti je nevratný)
- jedná se o pouhý akt msty (dle tohoto argumentu by odsouzený neměl být fyzicky či psychicky trestán, ale měl by být oddělen od společnosti a případně napraven)
- trest smrti nemá odstrašující účinek a naopak znamená riziko pro policisty zasahující proti pachateli:[16]
  - ne všechny vraždy jsou plánované
  - pachatelé nepočítají s tím, že budou dopadeni
  - představa smrti je pro člověka příliš abstraktní a má proto nižší odstrašující účinek, než představa několikaletého pobytu ve vězení
  - pachatelé, kterým hrozí dopadení a následný trest smrti, často sahají k obraně (protiútoku) extrémními prostředky
- vysoká finanční náročnost institutu trestu smrti (například v USA je průměrná doba věznění před popravou 16 až 20 let,[17] kvůli zvýšené izolaci odsouzených to představuje podstatně vyšší náklady, než doživotní věznění v běžné věznici),
- možná diskriminace (častější uplatňování trestu smrti vůči náboženským a etnickým minoritám a vůči chudým, kteří nemají peníze na dobré právníky)

## Náboženství

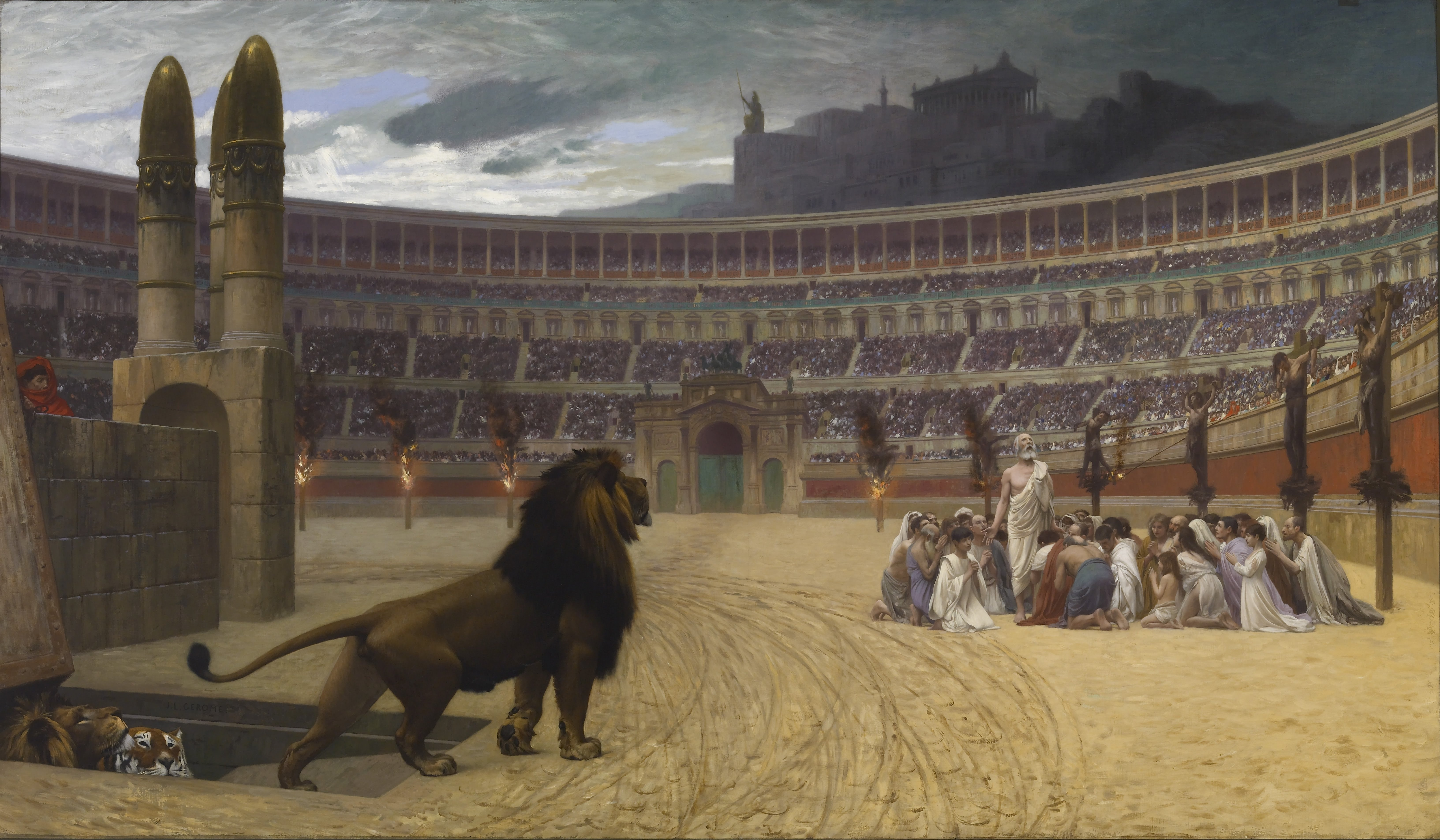
Poslední modlitba křesťanských mučedníků, Jean-Léon Gérôme (1883). Římské koloseum.

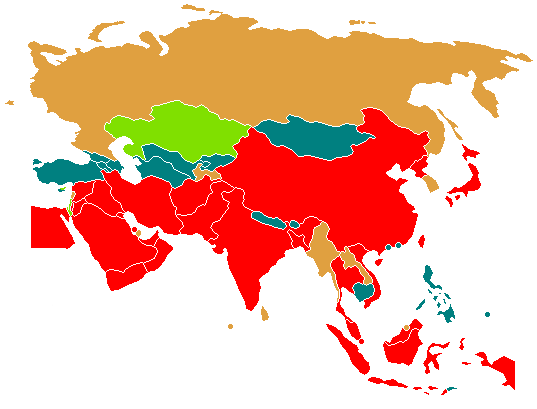
Použití trestu smrti v Asii

Starý zákon výslovně přikazuje trest smrti za některá provinění. Křesťanství zdůrazňuje důležitost odpuštění (Ježíš v Jan 8,1-11 zachraňuje před ukamenováním ženu obviněnou z cizoložství) a posvátnost a nedotknutelnost lidského života. Starozákonní příkazy o popravách za určitá provinění nebyly v křesťanském prostředí v plném rozsahu nikdy uskutečňovány. Ani novozákonní texty nicméně trest smrti explicitně neodmítají, naopak zdůrazňují, že člověk je povinen podřídit se světským autoritám a tyto autority mají právo trestat zlo „mečem“: „Vládcové nejsou postrachem dobrému jednání, nýbrž zlému. Chceš, aby ses nemusel bát autority? Čiň dobré, a budeš mít od ní chválu. Vždyť je Božím služebníkem pro tvé dobro. Jednáš-li však zle, boj se, neboť ne nadarmo nosí meč. Je Božím služebníkem, vykonavatelem hněvu nad tím, kdo činí zlo.“ (Řím 13,3–4, český studijní překlad) Interpretace těchto pasáží se v jednotlivých směrech křesťanství liší.
Svatý Tomáš Akvinský, jehož teologické názory jsou základem současné pozice katolické církve, je toho názoru, že legitimní státní autorita má na základě řádného soudu právo usmrtit zločince tehdy, je-li to zcela nezbytné pro ochranu společnosti jako celku. Svatý Jan Pavel II. v encyklice Evangelium vitae konstatuje: "Dnešní společnost má přece možnosti, jak se bránit účinně kriminalitě tak, že provinilce zneškodní, aniž by mu zcela uzavírala cestu k nápravě... Musí být pečlivě zvažován a vybírán druh a způsob trestu a není možné odsuzovat provinilce k nejvyššímu trestu, totiž trestu smrti, nejedná-li se o případ absolutní nezbytnosti, totiž o případ, kdy se společnost nemůže bránit jinak. Dnes již, díky vhodnějšímu uspořádání trestního systému, se tyto případy vyskytují velmi zřídka, pokud vůbec." Ještě důrazněji vystupuje proti trestu smrti papež František, který považuje v současné společenské situaci trest smrti za zcela nepřijatelný, ačkoli připouští, že v minulosti za jiné společenské situace byl trest smrti oprávněný, v roce 2017 dokonce změnil článek 2267 Katechismu katolické církve týkající se trestu smrti, nové znění označuje trest smrti za nepřijatelný a katolíky vyzval k boji proti tomuto trestu. Tyto papežovy výroky se setkaly s ostrou kritikou ze strany konzervativních katolických publicistů (v českém prostředí např. Roman Joch).
Kriticky se k trestu smrti staví také představitelé anglikánské, metodistické a luteránské církve. Jiné protestantské církve, například Jižní baptistická konvence, trest smrti naopak schvalují. Podle augsburského vyznání víry (XVI,1) může státní moc ukládat zločincům trest smrti. Pravoslavná církev trest smrti nepodporuje ani neodsuzuje.
Islámské právo šaría trest smrti schvaluje a často využívá. V koránu např. stojí :
A odměnou těch, kdož vedli válku proti Bohu a Jeho poslu a šířili na zemi pohoršení, bude věru to, že budou zabiti anebo ukřižováni či budou jim useknuty jejich pravé ruce a levé nohy anebo budou ze země vyhnáni. A těm dostane se hanby na tomto světě, zatímco na onom světě je očekává trest nesmírný Korán 5:33

Judaismus trest smrti v principu připouští, podmínky, které Talmud klade pro to, aby bylo jeho vynesení spravedlivé, ho ale v praxi činí téměř nemožným. Často je citován výrok židovského filosofa Maimonida: "Je lepší propustit tisíc zločinců než odsoudit k smrti jednoho nevinného." V Izraeli byl trest smrti na základě rozsudku civilního soudu vykonán pouze jednou, a to na nacistickém válečném zločinci Adolfu Eichmannovi v roce 1961. Kromě něj byl popraven Meir Tubianski, a to na základě nespravedlivého rozsudku nařízeného Iserem Beerim, kontroverzním šéfem tajné služby Aman.
V hinduistických písmech, konkrétně v Manu-smriti (zákoník pro lidstvo) je řečeno, že vraha je nutné zabít. Tím se vlastně (v představách hinduismu) projevuje vrahovi milost, protože není-li zabit v tomhle životě, bude zabit a podroben mnohem většímu utrpení v budoucích životech.
Stanovisko buddhismu není jednoznačné a liší se podle směru. (Totéž platí pro některé hinduistické směry.)

## Způsoby popravy
- Garota
- Smrtící injekce
- Plynová komora
- Elektrické křeslo
- Zastřelení popravčí četou
- Oběšení
- Setnutí hlavy (gilotina)

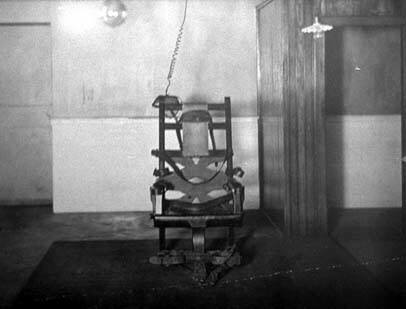
Elektrické křeslo

Existuje mnoho dalších způsobů trestu smrti. Obvykle se jedná o historické způsoby: ukřižování, ukamenování, naražení na kůl, estrapáda, rozdupání slonem, upálení, stětí mečem, lámání kolem, stažení z kůže a mnohé další. Některé z těchto historických způsobů jsou ale stále v některých zemích uplatňovány (např. ukamenování v některých muslimských zemích včetně Saúdské Arábie a Íránu, stětí mečem v Saúdské Arábii). Stětí hlavy umožňuje i dánská ústava, nicméně legislativně za žádný trestný čin nelze trest smrti uložit.[zdroj⁠?!]